# Маломіце
Маломіце (пол. Małomice, нім. Mallmitz) — місто в західній Польщі, на річці Бубр.
Належить до Жаганського повіту Любуського воєводства.

## Демографія
Демографічна структура станом на 31 березня 2011 року:
|          | Загалом | Допрацездатний вік | Працездатний вік | Постпрацездатний вік |
| -------- | ------- | ------------------ | ---------------- | -------------------- |
| Чоловіки | 1772    | 296                | 1310             | 166                  |
| Жінки    | 1862    | 327                | 1081             | 454                  |
| Разом    | 3634    | 623                | 2391             | 620                  |